# Заново (Липецкая область)
За́ново — железнодорожная станция (тип населённого пункта) в Чаплыгинском районе Липецкой области России. Входит в состав сельского поселения Пиковский сельсовет.

## География
Стоит на железнодорожной линии Чаплыгин — Троекурово (железнодорожная станция Заново).

## История
Был основан до 1932 года, когда в нём проживали 16 человек.
Название, вероятно, от наречия заново: заново построенный посёлок.

## Население
| 1932 | 1997 | 2010 |
| ---- | ---- | ---- |
| 16   | ↗26  | ↘16  |